# دبابات العراق
استُخدمت الدبابات في العراق، سواءً في المجال العسكري أو في العديد من النزاعات، حيث يعود استخدامها وأصلها إلى ما بعد الحرب العالمية الثانية، والحرب الباردة، والعصر الحديث. ويشمل ذلك الدبابات السوفيتية المستوردة، بالإضافة إلى التصاميم البريطانية المستوردة بعد الحرب العالمية الثانية، والدبابات الأمريكية الحالية.

## ملخص
كان لدى العراق في الأصل دبابات من إيطاليا، والتي شاركت في الحرب الأنجلو-عراقية عندما حاصرت كتيبتان ميكانيكيتان، مزودتان بعدد من الدبابات الخفيفة من طراز L3/35، القوات البريطانية في قاعدة الحبانية الجوية. لاحقًا، حصل العراق على دبابات من بريطانيا العظمى بعد استقلاله عام ١٩٤٧. من هذه البدايات، نمت القوات المدرعة العراقية الحديثة، وحصلت على مركبات قتالية مدرعة حديثة من روسيا والكتلة السوفيتية، والتي خدمت خلال الحرب الباردة، وفي عمليات مختلفة. إحدى العمليات العراقية الرئيسية التي استخدمت فيها المدرعات كانت خلال الحرب العراقية الإيرانية، وحرب الخليج.

## تاريخ

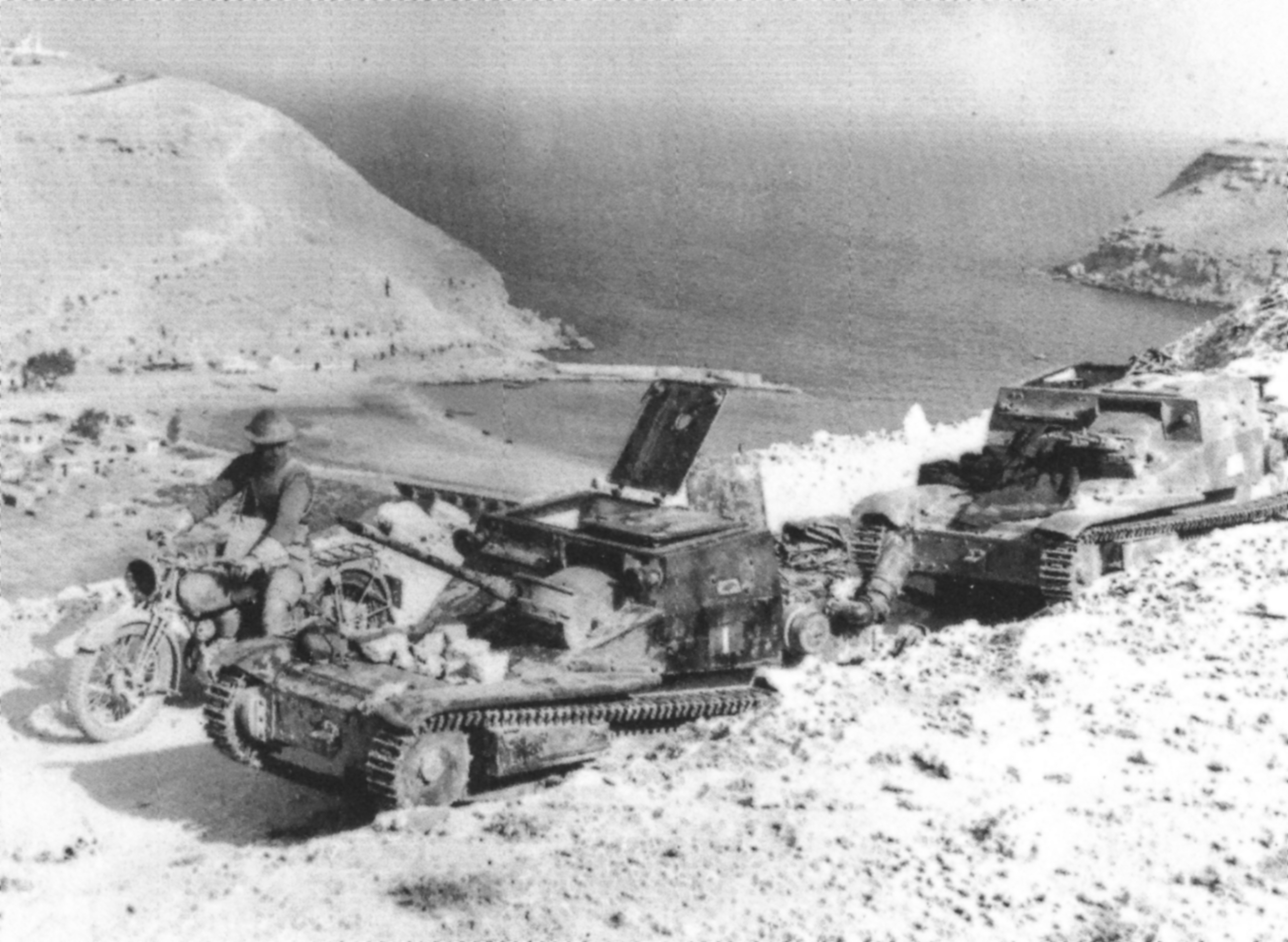
طائرة L3 cc (يسار) وطائرة L3/35 (يمين) في عام 1941.

يُقدَّر أن العراق اشترى 16 دبابة من طراز L3 من إيطاليا قبل الحرب العالمية الثانية. في 22 مارس/آذار 1941، أُفيد بأن اثنتين من هذه الدبابات العراقية من طراز L3 قد أُخرِجتا من الخدمة قرب الفلوجة خلال الحرب الأنجلو-عراقية. لاحقًا، استلم العراق دبابات من الحرب العالمية الثانية من البريطانيين بعد مغادرتهم، ثم لجأ إلى الكتلة السوفيتية للحصول على تصاميم أحدث في ذلك الوقت مثل T-55 وT-62 وT-69 وT-72.
بدأ العراق الحرب العراقية الإيرانية واثقًا من أن دباباته الجديدة من الكتلة السوفيتية ستمنحه النصر. كان بإمكان العراقيين حشد ما يصل إلى 12 فرقة ميكانيكية، وكانت الروح المعنوية مرتفعة. إلا أن الحرب أدت إلى ثماني سنوات من المعارك المتقطعة، وخسائر فادحة في كلا الجانبين. دفعت الحاجة إلى استبدال قوات الدبابات العراق إلى غزو الكويت، مما أدى إلى اندلاع حرب الخليج.
استخدم العراقيون العديد من دبابات T-62، لكنها كانت تفتقر إلى أنظمة بصرية عالية القدرة، ومناظير حرارية، وحواسيب باليستية، مقارنةً بخصومهم في حرب الخليج. خسرت الفرقة المدرعة الثالثة العراقية وحدها حوالي مئة دبابة T-62، بينما لم تُفقد أي دبابة أبرامز أو تشالنجر بنيران العدو.
أسد بابل (أو أسد بابل) كان اسمًا أُطلق على ما كان متغيرًا محليًا من الدبابة السوفيتية تي-72 خلال أواخر الثمانينيات. يُستخدم الاسم أحيانًا بشكل غير صحيح للإشارة إلى دبابات T-72 القياسية في الخدمة العراقية، والتي تم استيرادها من الاتحاد السوفيتي وبولندا. في عام 1986، قامت شركة ألمانية غربية ببناء مصنع في التاجي لتصنيع الفولاذ للعديد من الاستخدامات العسكرية. تم تجنيدها لتحديث وإعادة بناء الدبابات الموجودة بالفعل في الخدمة في الجيش العراقي، مثل تي-54/55s وتي-62s ومئات من دبابات تي-72 السوفيتية والبولندية،  المستوردة خلال المراحل الأولى من الحرب مع إيران.
في أواخر الثمانينيات، وُضعت خطط لإنتاج دبابات تي-72M1 جديدة في التاجي. وكان من المقرر تجميع هذه الدبابات من مجموعات تفكيك تُسلَّم من قبل شركة بومار-لابيدي البولندية المملوكة للدولة. وكان من المقرر أن يبدأ التجميع في عام 1989 وستتلقى الدبابات اسم أسد بابل (أسد بابل). ووفقًا للمسؤولين البولنديين، لم يُنتهى من دبابة تي-72M1 واحدة، على الرغم من عرض تي-72M في عام 1988 في معرض أسلحة عراقي، والذي زعم أنها أُنتِجَت محليًا.  بدأ التجميع المحلي لدبابة تي-72 في التاجي في أوائل عام 1989 كما اقترح المسؤولون العراقيون.  ومع ذلك، لم يعجب عدد من المسؤولين العراقيين مثل الفريق أول عامر رشيد فكرة الاعتماد على مجموعات التفكيك التي توفرها دولة أخرى ودفعوا نحو الإنتاج الكامل لدبابة تي-72M1 بدلاً من ذلك.   في عام 1991، دُمِّر مصنع التاجي بغارة جوية أثناء تطويره بواسطة شركة بومار-لابيدي. 
خلال ثمانينيات القرن العشرين، باعت الصين مئات من دبابات القتال الرئيسية من طرازي 59 و 69 للعراق. وبحلول حرب الخليج عامي 1990 و1991، يزعم محللون غربيون أن قامت العراق بتحديث بعض الدبابات من طراز 69 بمدفع 105 ملم، وقذيفة هاون 60 ملم، ومدفع 125 ملم مع محمل أوتوماتيكي. جميعها مُعززة بدروع أمامية ملحومة على صفيحة الحاجز. عُرفت جميع هذه الإصدارات باسم دبابات Type 69-QM . خلال حرب الخليج عام 1991، أفادت التقارير أن وحدات Type 69 العراقية قاتلت بضراوة أكبر من وحدات الحرس الجمهوري النخبة، المجهزة بدبابات تي-72 MBT. أحد التفسيرات المحتملة هو أن صدام أمر وحدات الحرس الجمهوري التابعة له بالحفاظ على قوتها، بينما أرسل بقية الجيش، المجهز بدبابات Type 69 أقل كفاءة، إلى خط المواجهة.
خلال ثمانينيات القرن العشرين، باعت الصين مئات من دبابات القتال الرئيسية من طرازي 59 و 69 للعراق. وبحلول حرب الخليج عامي 1990 و1991، يزعم محللون غربيون أن قامت العراق بتحديث بعض الدبابات من طراز 69 بمدفع 105 ملم، وقذيفة هاون 60 ملم، ومدفع 125 ملم مع محمل أوتوماتيكي. جميعها مُعززة بدروع أمامية ملحومة على صفيحة الحاجز. عُرفت جميع هذه الإصدارات باسم دبابات Type 69-QM . خلال حرب الخليج عام 1991، أفادت التقارير أن وحدات Type 69 العراقية قاتلت بضراوة أكبر من وحدات الحرس الجمهوري النخبة، المجهزة بدبابات تي-72 MBT. أحد التفسيرات المحتملة هو أن صدام أمر وحدات الحرس الجمهوري التابعة له بالحفاظ على قوتها، بينما أرسل بقية الجيش، المجهز بدبابات Type 69 أقل كفاءة، إلى خط المواجهة.

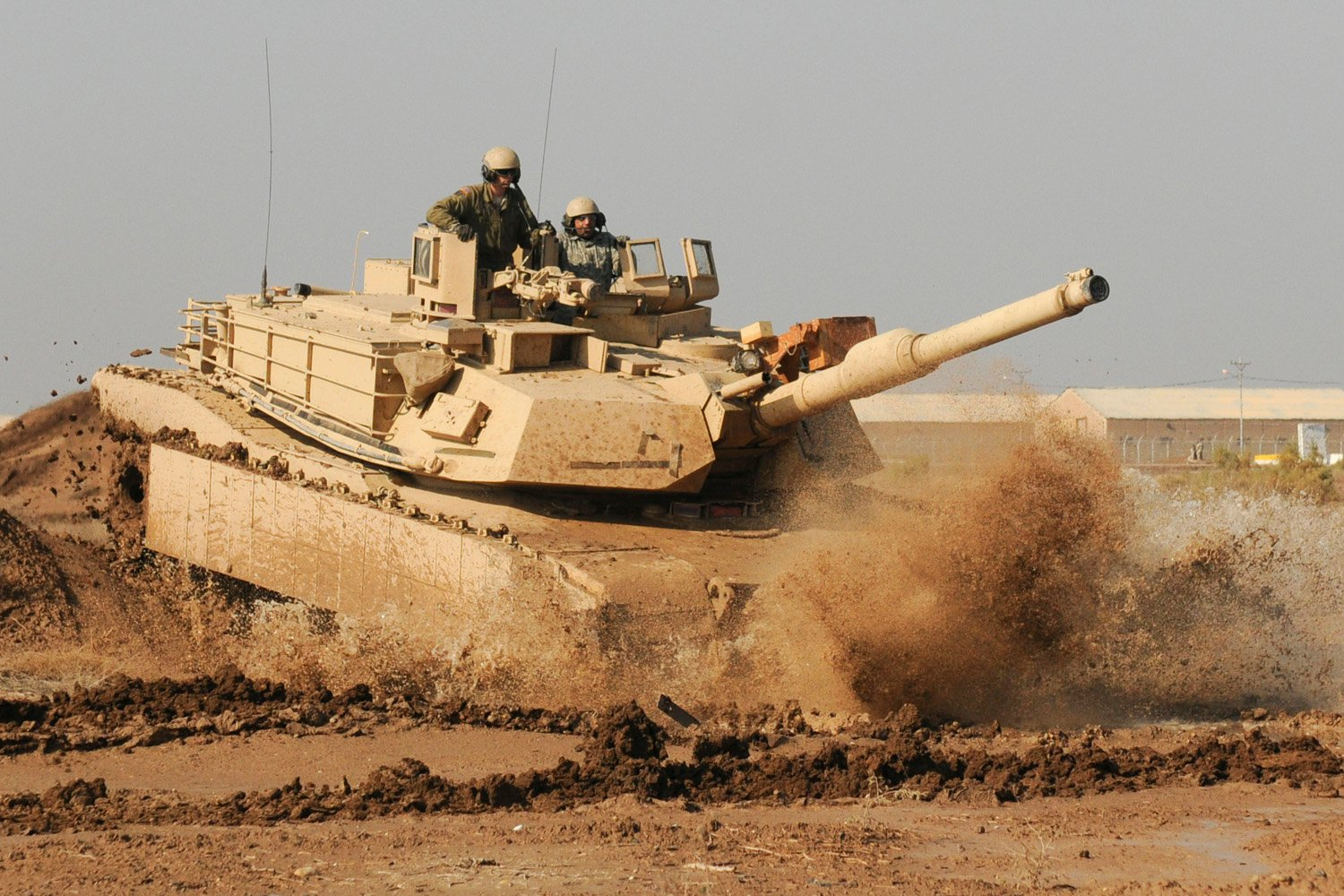
الفرقة التاسعة من دبابة إم1 أبرامز في معسكر التاجي بالعراق.

بعد الحرب، تلقى العراقيون دبابات أمريكية مثل أبرامز إم 1 التي استخدمت في القتال ضد داعش. أُصلِحَت الفرقة المدرعة التاسعة للجيش العراقي بعد أن بدأ إعادة تشكيل الجيش العراقي بعد عام 2003. وصف مقال عام 2006 في مجلة الجيش كيف تم بناء الفرقة من "حطام الحرس الجمهوري القديم ... [تشغل منشآتها الجزء الأكبر من معسكر التاجي بالعراق، في عشرات المباني المجددة التي كانت تابعة للحرس الجمهوري، وأُنقِذ الكثير من معداتها" من خردة النظام القديم.  جُمِّعَت دبابات تي-55 و" ناقلات الجنود المدرعة لاثنين من ألويةها الثلاثة من المركبات المتضررة من المعركة .." في معسكر التاجي. أعاد المقاولون بناء المعدات العاملة من الخردة. كان من المقرر شراء دبابات تي-72 المستعملة للواء الثالث للفرقة من دولة من دول الكتلة السوفيتية السابقة.
وقد اُعتُمِدَت وتُوُلِّيَت مسؤولية ساحة المعركة في محافظة بغداد الشمالية في 26 يونيو 2006. وفي سبتمبر 2006، ذكرت مجلة الجيش أن اثنين من لواء الفرقة نُشِرا بالفعل وشورِكَت عملياتيًا مع وحدات الجيش الأمريكي. وقد نفذت الفرقة أول تدريب على مركز القيادة في صيف عام 2006 الشمالي.
كان أحد قادة الفرقة هو الفريق رياض جلال توفيق، الذي رُقّيَ في النهاية إلى رتبة فريق وتولى قيادة عمليات نينوى. ومن بين قادة الفرقة الآخرين اللواء بشار محمود أيوب (2006)، واعتبارًا من أبريل 2009، اللواء قاسم جاسم نزال.
كانت الفرقة المدرعة الثالثة الوحدة النخبوية للجيش، وشاركت في حرب الخليج، وعمليات في التسعينيات، وغزو العراق عام 2003. حُلّت عندما حُلّت القوات المسلحة العراقية رسميًا بموجب أمر سلطة الائتلاف المؤقتة رقم 2، وأُعيد تشكيلها بعد عام 2003. كانت وحداتها جزءًا من الجيش العراقي الجديد الأصلي المكون من ثلاث فرق. نُقلت الفرقة الثالثة من سيطرة التحالف إلى قيادة القوات البرية العراقية في 1 ديسمبر 2006.
في عام 2014، وُصف اللواء السادس من الفرقة الثالثة بأنه "خط الدفاع الأول للموصل" ضد داعش. وقد نُقِلَ المشاة والدروع والدبابات إلى الأنبار في القتال هناك مع داعش، وغادرت الموصل بدون دبابات تقريبًا ونقص في المدفعية، وفقًا للفريق مهدي الغراوي، قائد قيادة عمليات نينوى. أثناء القتال في الموصل، الهجوم في شمال العراق خلال شهر يونيو 2014، دُمِّرَت الفرقة بالكامل تقريبًا في القتال مع داعش. ويبدو أن الاستثناء هو الكتيبة الرابعة من اللواء العاشر، التي كانت تدافع عن موقع خارج تلعفر في أوائل يوليو 2014.

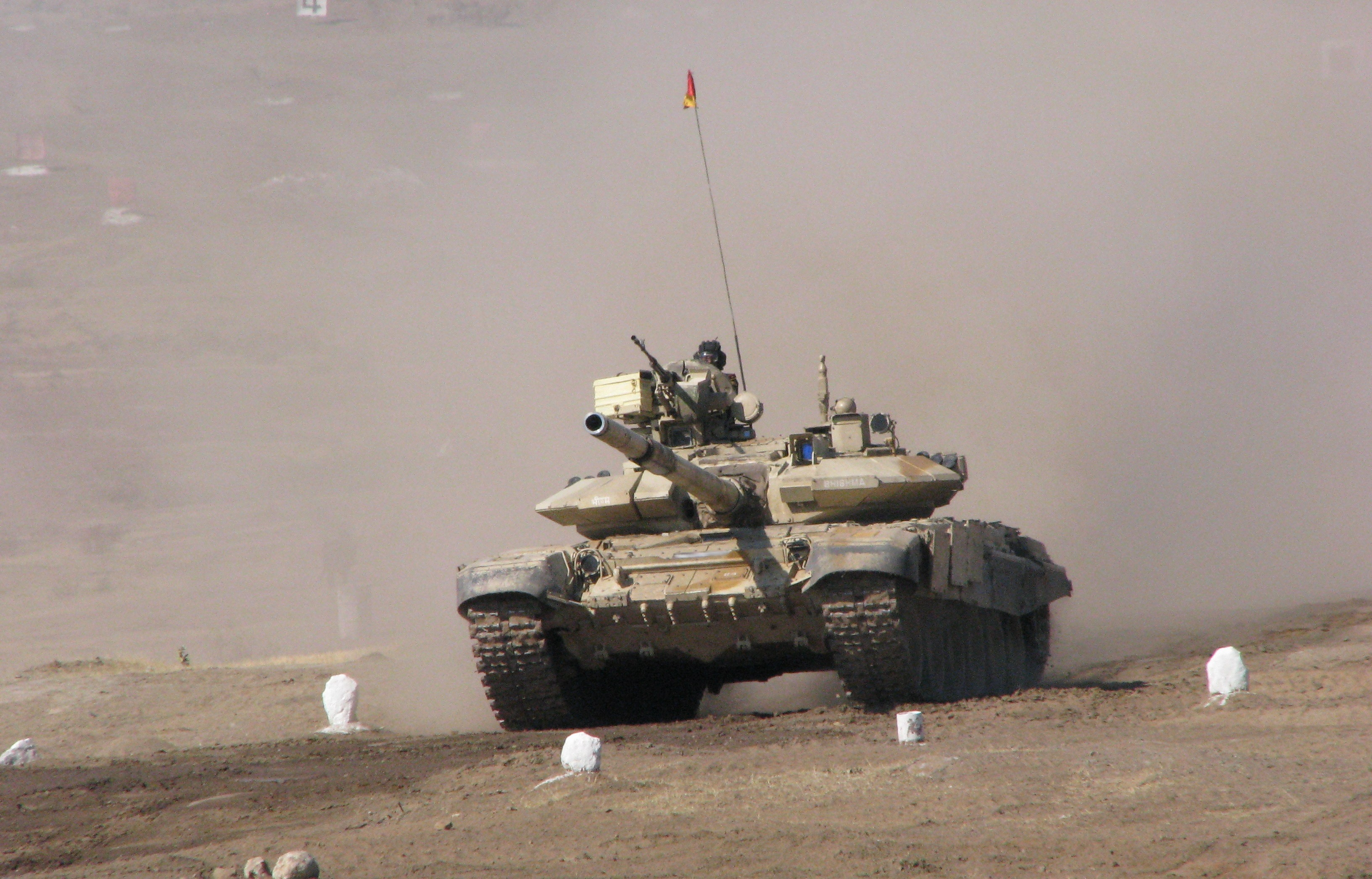
دبابة قتال رئيسية من طراز T-90S.

بدأ العراق في البحث عن إضافة المزيد من الدبابات لجيشه أثناء قتاله ضد داعش، وقد طلب 73 دبابة من طراز T-90S/SK في عام 2016، وتبعتها دبابة أخرى في عام 2017. وقد يتجاوز المبلغ الإجمالي لعقد الدبابات مليار دولار أمريكي، وهو ما أكده مساعد الرئيس الروسي فلاديمير كوزين. وبحسب ما ورد بدأت عمليات التسليم في نوفمبر 2017. وأُكِّدَت عمليات التسليم الأولى في فبراير 2018. سُلِّمَت 75 دبابة حتى يونيو 2018. وسُلِّمَت دفعتان أخريتان حتى أبريل 2019.
كما استخدم العراق الدبابات التي استولى عليها في صراعات مختلفة مثل دبابات شيرمان M4 و M4/105 و دبابات شيرمان M51 ومدمرات الدبابات M36 وبعض الدبابات الإيرانية السابقة التي استولى عليها شيرمان M47 و M48 و M60 باتون.

## تنظيم القوات المدرعة العراقية
أطاح صدام حسين بأحمد حسن البكر، وبدأ في بناء المركبات المدرعة المصنوعة في الاتحاد السوفيتي، والدبابات القتالية الرئيسية، وناقلات الجند المدرعة، ومركبات المشاة القتالية، وكان الجيش يتدرب على يد مدربين أجانب (سوفييت).
مع ترسيخه حكومته، عزز صدام عدد دبابات الجيش. نُظمت القوات المدرعة العراقية في البداية للدفاع عن الدولة العراقية الثورية، ولتمكين التدخل في النزاعات العسكرية الخارجية لاحقًا. بُني الجيش النظامي بقواته المدرعة بمساعدة عسكرية سوفيتية كبيرة، وبلغ ذروته عام 1980، عندما بدأ حربه مع إيران. في العمليات الهجومية خلال الصراع، عادةً ما تهاجم الدبابات ومركبات الاستطلاع المدرعة وناقلات الجند المدرعة وقطع المدفعية التابعة لوحدة الصف الأول وفقًا للعقيدة العسكرية السوفيتية، والتي تُحصن الدبابات مع الوحدات المدرعة والجنود للدفاع عنها، بينما تتشكل المدفعية الثقيلة خلفها لدعمهم.

## نظرة عامة على الدبابات

### الدبابات الخفيفة والمتوسطة
| اسم                      | بلد المنشأ       | كمية | ملحوظات |
| ------------------------ | ---------------- | ---- | ------- |
| ل3/35                    | مملكة إيطاليا    |      |         |
| م.13/40                  | مملكة إيطاليا    |      |         |
| الطراد A15 الصليبي Mk I ‏ | المملكة المتحدة  |      |         |
| دبابة خفيفة Mk VI        | المملكة المتحدة  |      |         |
| M24 تشافي ‏               | الولايات المتحدة |      |         |
| تشرشل مارك السابع        | المملكة المتحدة  |      |         |
| سنتوريون Mk 5/1          | المملكة المتحدة  |      |         |
| M4A2 شيرمان              | الولايات المتحدة |      |         |
| M4A3 شيرمان              | الولايات المتحدة |      |         |
| M50 "سوبر شيرمان"        | إسرائيل          |      |         |
| تي-34-85                 | الإتحاد السوفيتي | 175  | [ 1 ]   |

### الدبابات الثقيلة
| اسم    | بلد المنشأ       | كمية | ملحوظات |
| ------ | ---------------- | ---- | ------- |
| IS-2Ms | الإتحاد السوفيتي | 41   |         |

### دبابات القتال الرئيسية
| اسم                 | بلد المنشأ       | كمية | ملحوظات |
| ------------------- | ---------------- | ---- | --- |
| تي-54/55            | الإتحاد السوفيتي | 72   | 1850 دبابة تُسُلِّمَت من الاتحاد السوفيتي ودول أخرى بين عامي 1958 و1985، دبابات T-55M نشطة |
| تي-62               | الإتحاد السوفيتي | 100  | 2850 دبابة تُسُلِّمَت من الاتحاد السوفيتي بين عامي 1973 و1989 |
| WZ-121/النوع 69 ‏    | China            | 100  | تُسُلِّمَ حوالي 1500 من الصين بين عامي 1983 و1988 |
| تي-72               | الإتحاد السوفيتي | 100  | تُسُلِّمَ ما مجموعه 1038 دبابة قبل حرب الخليج، ودُمر الكثير منها في الحرب، وكان هناك حوالي 776 دبابة في الخدمة من عام 1996 حتى عام 2003. وأفادت التقارير أن الحكومة العراقية اشترت في عام 2009 ما يقرب من 2000 دبابة T72 إضافية من روسيا. |
| أسد بابل (دبابة)    | العراق           | 100  | |
| م-84 /م-84أ         | يوغوسلافيا       | 9    | |
| شيفتان Mk-5P        | المملكة المتحدة  | 75   | |
| دبابة فيكرز MBT Mk1 | المملكة المتحدة  | 75   | |
| M47M باتون          | الولايات المتحدة | 30   | |
| M48A5 باتون         | الولايات المتحدة | 20   | |
| بي تي-76            | الاتحاد السوفيتي | 245  | |
| دبابة تي-90 إس      | روسيا            | 210  | وفقًا لمعهد SIPRI، سلمت روسيا 73 دبابة قتال رئيسية من طراز T-90S/SK في عامي 2018 و2019. |
| دبابة أبرامز M1     | الولايات المتحدة | 487  | |

## قراءة إضافية
مراجعة جين للذكاء، يونيو 1993